# NGC 3831
NGC 3831 is een spiraalvormig sterrenstelsel in het sterrenbeeld Beker. Het hemelobject werd op 9 maart 1828 ontdekt door de Britse astronoom John Herschel.

## Synoniemen
- MCG -2-30-23
- PGC 36417